# Sydiva nigrogrisea
Sydiva nigrogrisea är en fjärilsart som beskrevs av Moore 1882. Sydiva nigrogrisea ingår i släktet Sydiva och familjen nattflyn. Inga underarter finns listade i Catalogue of Life.